# Monodictys glauca
Monodictys glauca är en lavart som först beskrevs av Cooke & Harkn., och fick sitt nu gällande namn av S. Hughes 1958. Monodictys glauca ingår i släktet Monodictys, klassen Dothideomycetes, divisionen sporsäcksvampar och riket svampar.   Inga underarter finns listade i Catalogue of Life.